# Centroclisis bandrensis
Centroclisis bandrensis är en insektsart som först beskrevs av Navás 1934.  Centroclisis bandrensis ingår i släktet Centroclisis och familjen myrlejonsländor. Inga underarter finns listade i Catalogue of Life.